# Александра, Эль
Эль Александра (англ. Elle Alexandra, настоящее имя Эшли Бет Боханнон, англ. Ashley Beth Bohannon, род. 6 февраля 1991, Бейкерсфилд, Калифорния) — американская порноактриса и эротическая модель.

## Биография
Родилась 6 февраля 1991 года в Бейкерсфилде. Имеет ирландские и индейские (чероки) корни. По достижении совершеннолетия отправилась в Чикаго, где начала карьеру эротической модели, работая с такими престижными компаниями, как Playboy.
В 2011 году, в возрасте 20 лет, решила войти в порноиндустрию. Хотя называет себя гетеросексуалкой, в качестве порноактрисы снимается только в фильмах лесбийской тематики. Снимается для таких студий, как Kick Ass, Digital Sin, Girlfriends Films, Sweetheart Video, Lethal Hardcore, FM Concepts и Jules Jordan Video.
Трижды была номинирована на AVN Awards в категории «лесбийская исполнительница года» — в 2014, 2015 и 2016 годах.
В 2014 году была номинирована на XBIZ Award в категориях «лесбийская исполнительница года» и «лучшая сцена в лесбийском фильме» за Meow! 3 вместе с Лекси Белл и Айден Эшли.
На июль 2019 года снялась более чем в 200 фильмах.

## Награды и номинации
| Год  | Церемония         | Результат | Номинация                               | Работа                                          |
| ---- | ----------------- | --------- | --------------------------------------- | ----------------------------------------------- |
| 2013 | Sex Awards        | Номинация | Самая сексуальная взрослая звезда       | н/д                                             |
| 2014 | AVN Awards        | Номинация | Лесбийская исполнительница года         | н/д                                             |
| 2014 | Spank Bank Awards | Номинация | Clam Crazed Cooze of the Year           | н/д                                             |
| 2014 | Spank Bank Awards | Номинация | Pussy Eating Princess of the Year       | н/д                                             |
| 2014 | XBIZ Award        | Номинация | Лесбийская исполнительница года         | н/д                                             |
| 2014 | XBIZ Award        | Номинация | Лучшая секс-сцена в лесбийском фильме   | Meow! 3                                         |
| 2015 | AVN Awards        | Номинация | Лесбийская исполнительница года         | н/д                                             |
| 2016 | AVN Awards        | Номинация | Лесбийская исполнительница года         | н/д                                             |
| 2017 | AVN Awards        | Номинация | Лучшая сцена лесбийского секса          | The Lesbian Experience: An Unexpected Encounter |
| 2018 | AVN Awards        | Номинация | Лучшая групповая лесбийская сцена секса | Christmas Spirit                                |

## Избранная фильмография
- Fantasy Solos 6[14],
- Flaming Asses[15],
- Girl On Girl Fantasies 4[16],
- I Kiss Girls[17],
- Itty Bitty Titty Committee[18],
- Lesbian Stepsisters[19],
- Next Door and Alone[20],
- Polyamory 2[21],
- Red Hot Lesbians[22].